# NGC 7015

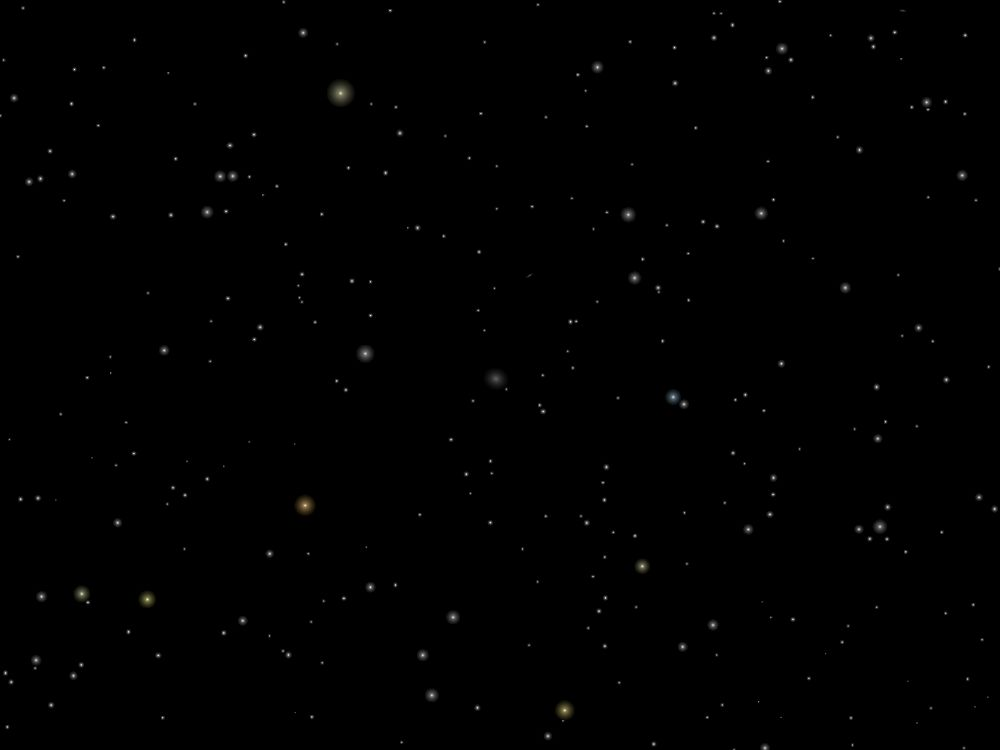

NGC 7015 è una galassia a spirale nella costellazione del Cavallino.
Si individua 1,5 gradi a nore-ovest della stella γ Equulei; diventa visibile solo con strumenti di apertura superiore ai 150mm, nei quali si presenta come una stellina sfocata. Telescopi professionali sono in grado di individuare anche i bracci di spirale, molto stretti attorno al nucleo e alla barra centrale. Dista dalla Via Lattea oltre 200 milioni di anni-luce.